# Gleina
Gleina es un municipio situado en el distrito de Burgenland, en el estado federado de Sajonia-Anhalt (Alemania), a una altitud de 200 metros. Su población a finales de 2015 era de unos 1250 habitantes y su densidad poblacional, 43 hab/km².